# Jorge Rosado
Jorge Rosado (ur. 12 stycznia 1939 w Meksyk, zm. 9 czerwca 2009) – meksykański zapaśnik walczący w stylu wolnym. Olimpijczyk z Rzymu 1960, gdzie zajął dwunaste miejsce w kategorii 52 kg.
Srebrny medalista igrzysk panamerykańskich w 1959 i 1963. Triumfator igrzysk Ameryki Środkowej i Karaibów w 1959 i 1962 roku.

## Letnie Igrzyska Olimpijskie 1960
| Konkurencja            | Walki                | Walki                          | Walki               | Klas. końcowa |
| Konkurencja            | Pierwsza runda       | Druga runda                    | Trzecia runda       | Miejsce       |
| ---------------------- | -------------------- | ------------------------------ | ------------------- | ------------- |
| styl wolny, waga musza | Lesław Kropp (POL) P | Faiz Mohammad Khakshar (AFG) W | Gray Simons (USA) P | XII           |